# Literna pauliani
Literna pauliani is een halfvleugelig insect uit de familie schuimcicaden (Cercopidae). De wetenschappelijke naam van deze soort is voor het eerst geldig gepubliceerd in 1952 door Lallemand & Synave.